# Råå IF
Maillots
Le Råå Idrottsförening est un club suédois de football basé à Helsingborg, dans le quartier de Råå. En 2014, il évolue en Division 3 Södra Götaland, l'un des championnats régionaux qui constituent le cinquième échelon du football suédois.

## Histoire
Le club est fondé le 25 mars 1921 sous le nom Enighet, « Unanimité » en suédois. Il adopte son nom actuel en 1925, au moment de son adhésion à la Riksidrottsförbundet.
Le Råå IF connaît ses meilleurs résultats dans les années 1940 et 1950. Il remporte la Coupe de Suède en 1948 et évolue en première division suédoise pendant deux saisons, entre 1950 et 1952. Il fait sensation en atteignant la deuxième place l'année de sa montée, mais ne parvient pas à confirmer et termine avant-dernier l'année suivante, synonyme de relégation en deuxième division.
L'équipe évolue en deuxième division jusqu'en 1962, date à laquelle elle connaît une nouvelle relégation. Elle reste en troisième et quatrième divisions tout au long des années 1960 et 1970, avec une brève remontée en D2 en 1976-1977. Après avoir chuté jusqu'à la Division 7, le neuvième échelon du football suédois, le Råå IF évolue en cinquième division depuis 2012.

## Palmarès

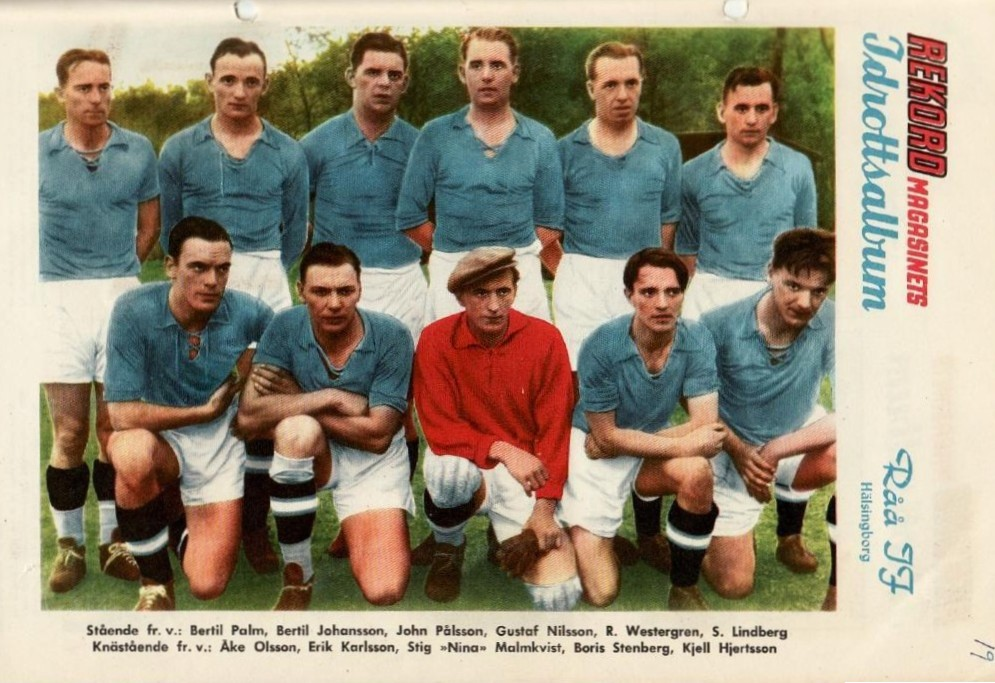
Les joueurs du Råå IF en 1951.

- Coupe de Suède
  - Vainqueur (1) : 1948

- Championnat de Suède
  - Médaille d'argent (1) : 1950-1951